# Voisin V
Voisin V là một loại máy bay ném bom của Pháp trong Chiến tranh thế giới thứ nhất.

## Quốc gia sử dụng
Argentina
- Không quân Argentina

 Pháp
 Nga
 Switzerland
- Không quân Thụy Sĩ

## Tính năng kỹ chiến thuật
Dữ liệu lấy từ Taylor 1969, p133
Đặc tính tổng quan
- Kíp lái: 2
- Chiều dài: 9,6203 m (31 ft 6,75 in)
- Sải cánh: 15,964 m (52 ft 4,5 in)
- Chiều cao: 3,81 m (12 ft 6 in)
- Trọng lượng cất cánh tối đa: 1.470 kg (3.240 lb)[chuyển đổi: tùy chọn không hợp lệ]
- Động cơ: 1 × Canton-Unné , 110 kW (150 hp)

Hiệu suất bay
- Vận tốc cực đại: 119 km/h; 64 kn (74 mph)
- Bán kính chiến đấu: 249 km; 135 nmi (155 mi)
- Trần bay: 3.505 m (11.500 ft)